# BitTorrent (програма)
BitTorrent — багатоплатформове програмне забезпечення для файлообміну за протоколом BitTorrent, розроблений творцем протоколу Бремом Коеном. Написаний на мові Python (для Windows на C++).
Існують версії для ОС Microsoft Windows, GNU/Linux, Mac OS. Для Sun Solaris та OpenSolaris доступна збірка на сайті Blastwave.
Можливий пошук файлів мережею (у вікні браузера).
Після придбання μTorrent'а компанією BitTorrent Inc програма BitTorrent для Windows, починаючи з 6-ї версії, базується на вихідному коді μTorrent і має практично однаковий з ним інтерфейс, а розробка версій для GNU/Linux і Mac OS була заморожена.